# Suzanne Bjerrehuus
Suzanne Bjerrehuus (født 22. februar 1948), cand.jur., forfatter, foredragsholder og tidl. tv-vært.

## Forældre og opvækst
Bjerrehuus voksede op på Østerbro hos sin mor, der var damefrisør. Skolegangen foregik på Ingrid Jespersens Pigeskole.

## Uddannelse og karriere

### Uddannelse, model og politiker
Hun blev uddannet cand.jur. fra Københavns Universitet i 1976. Ved siden af studiet arbejdede hun som model og blev i den forbindelse kåret til Miss Danmark. Som færdiguddannet arbejdede hun for Industrifagenes Arbejdsgiverforening, for OECD i Paris, for Dansk Tandlægeforening og for Mercuri Urval og fra 1986 som chef for Det Konservative Folkepartis politisk-økonomiske afdeling. Hun har ligeledes været konservativ folketingskandidat på Amager men blev upopulær blandt sine egne, da hun offentligt tilkendegav sin støtte til Christiania.
I marts 2008 skrev hun i et gæsteindlæg hos daværende landsformand for Konservativ Ungdom Rune Kristensens blog:
"Christiania, det kostede mig, men jeg bevarede min selvrespekt. Og jeg fik ret. Christiania blev stående og betragtes som en bevaringsværdig kulturinstitution. Partiet skal ikke være en spændetrøje. Det konservative idégrundlag er en platform, men ikke de 10 bud, hvor man hele tiden skal tænke på, hvad partitoppen mener."

### Skuespiller og tv-vært
Hun debuterede som skuespiller med stjernetegnsfilmen I Tyrens tegn i 1974 og medvirkede desuden i Mig og Mama Mia fra 1989. Hun var i 1988 vært på DR's Super Chancen hvor flere danske og internationale musikere optrådte, blandt andet den amerikanske sanger John Denver

,hvorefter hun i flere år var vært på Eleva2ren på TV 2. Sidenhen gik turen til morgen-tv på TV3, Surfing Suzy på DR2 i 1998. Fra 1991–2000 var hun desuden klummeskribent og sexbrevkasseredaktør på Ekstra Bladet. Sammen med Karen Thisted lavede hun programserien Mormors Bordel der omhandlede prostitution.

## Privat
Først gift med ingeniør Ole Brøndum-Nielsen, med hvem hun har sønnen Oliver Bjerrehuus, som er fotomodel.
Gift 22. januar 1988 med finansmanden Asger Aamund.